# Drypetes
Drypetes je biljni rod iz porodice Putranjivaceae.
Prije je bio tribus u porodici Euphorbiaceae. Bio je jedini pantropski rašireni rod te porodice. Ovaj rod obuhvaća 213 vrsta vodomnog drveća i grmlja iz tropske i suptropske Azije, Afrike, Amerike, i Australije.

## Vrste
1. Drypetes acuminata P.I.Forst.
2. Drypetes aetoxyloides Airy Shaw
3. Drypetes aframensis Hutch.
4. Drypetes afzelii (Pax) Hutch.
5. Drypetes alba Poit.
6. Drypetes amazonica Steyerm.
7. Drypetes ambigua Leandri
8. Drypetes andamanica (Kurz) Pax & K.Hoffm.
9. Drypetes angustifolia Pax & K.Hoffm.
10. Drypetes arborescens (Oliv.) Hutch.
11. Drypetes arcuatinervia Merr. & Chun
12. Drypetes arguta (Müll.Arg.) Hutch.
13. Drypetes assamica (Hook.f.) Pax & K.Hoffm.
14. Drypetes asymmetricarpa G.A.Levin
15. Drypetes aubrevillei Leandri
16. Drypetes australis Hutch. ex Pax & K.Hoffm.
17. Drypetes aylmeri Hutch. & Dalziel
18. Drypetes bakembei D.J.Harris & Wortley
19. Drypetes balakrishnanii Chakrab. & M.Gangop.
20. Drypetes bathiei Capuron & Leandri
21. Drypetes bawanii (Merr.) Airy Shaw
22. Drypetes bhattacharyae Chakrab.
23. Drypetes bipindensis (Pax) Hutch.
24. Drypetes birkinshawii McPherson
25. Drypetes bisacuta Gagnep.
26. Drypetes brevipedicellata Zent.-Ruíz & A.Fuentes
27. Drypetes brownii Standl.
28. Drypetes caesia Airy Shaw
29. Drypetes calvescens Pax & K.Hoffm.
30. Drypetes calyptosepala Airy Shaw
31. Drypetes cambodica Gagnep.
32. Drypetes capillipes (Pax) Pax & K.Hoffm.
33. Drypetes capuronii Leandri
34. Drypetes carolinensis Kaneh.
35. Drypetes castilloi (Merr.) Merr.
36. Drypetes caustica (Frapp. ex Cordem.) Airy Shaw
37. Drypetes celastrinea Pax & K.Hoffm.
38. Drypetes celebica (Boerl. & Koord.) Pax & K.Hoffm.
39. Drypetes chevalieri Beille ex Hutch. & Dalziel
40. Drypetes cinnabarina Pax & K.Hoffm.
41. Drypetes cockburnii Airy Shaw
42. Drypetes comorensis (Baill.) Pax & K.Hoffm.
43. Drypetes confertiflora (Hook.f.) Pax & K.Hoffm.
44. Drypetes congestiflora Chun & T.Chen
45. Drypetes convoluta Airy Shaw
46. Drypetes crassipes Pax & K.Hoffm.
47. Drypetes cumingii (Baill.) Pax & K.Hoffm.
48. Drypetes curtisii (Hook.f.) Pax & K.Hoffm.
49. Drypetes darcyana McPherson
50. Drypetes darimontiana J.Léonard
51. Drypetes dasycarpa (Airy Shaw) Phuph. & Chayam.
52. Drypetes dasyneura Airy Shaw
53. Drypetes deplanchei (Brongn. & Gris) Merr.
54. Drypetes detersibilis Airy Shaw
55. Drypetes dewildei Airy Shaw
56. Drypetes dinklagei (Pax) Hutch.
57. Drypetes diopa (Hiern) Brenan
58. Drypetes diversifolia Krug & Urb.
59. Drypetes dolichocarpa Kaneh.
60. Drypetes dussii Krug & Urb.
61. Drypetes eglandulosa (Roxb.) Pax & K.Hoffm.
62. Drypetes ellipsoidea (Merr.) Pax & K.Hoffm.
63. Drypetes elliptica (Hook.f.) Pax & K.Hoffm.
64. Drypetes eriocarpa Airy Shaw
65. Drypetes euryodes (Hiern) Hutch.
66. Drypetes falcata (Merr.) Pax & K.Hoffm.
67. Drypetes fallax Pax & K.Hoffm.
68. Drypetes fanshawei Sandwith
69. Drypetes fernandopoana Brenan
70. Drypetes floribunda (Müll.Arg.) Hutch.
71. Drypetes forbesii Pax & K.Hoffm.
72. Drypetes fusiformis Airy Shaw
73. Drypetes gabonensis Hutch.
74. Drypetes gardneri (Thwaites) Pax & K.Hoffm.
75. Drypetes gentryana Vásquez
76. Drypetes gentryi Monach.
77. Drypetes gerrardii Hutch.
78. Drypetes gerrardinoides Radcl.-Sm.
79. Drypetes gilgiana (Pax) Pax & K.Hoffm.
80. Drypetes gitingensis (Elmer) Pax & K.Hoffm.
81. Drypetes glaberrima Airy Shaw
82. Drypetes glabra (Pax) Hutch.
83. Drypetes glabridiscus J.J.Sm.
84. Drypetes glauca Vahl
85. Drypetes globosa (Merr.) Pax & K.Hoffm.
86. Drypetes gossweileri S.Moore
87. Drypetes gracilis Pax & K.Hoffm.
88. Drypetes grandifolia (C.B.Rob.) Pax & K.Hoffm.
89. Drypetes guatemalensis Lundell
90. Drypetes hainanensis Merr.
91. Drypetes harmandii Pierre ex Gagnep.
92. Drypetes helferi (Hook.f.) Pax & K.Hoffm.
93. Drypetes henriquesii (Pax) Hutch.
94. Drypetes heptandra Pax & K.Hoffm.
95. Drypetes hoaensis Gagnep.
96. Drypetes iliae Airy Shaw
97. Drypetes ilicifolia (DC.) Krug & Urb.
98. Drypetes impressinervis Airy Shaw
99. Drypetes inaequalis Hutch.
100. Drypetes indica (Müll.Arg.) Pax & K.Hoffm.
101. Drypetes integerrima (Koidz.) Hosok.
102. Drypetes integrifolia Merr. & Chun
103. Drypetes iodoformis L.S.Sm. ex P.I.Forst.
104. Drypetes ituriensis Pax & K.Hoffm.
105. Drypetes ivorensis Hutch. & Dalziel
106. Drypetes jaintensis (C.B.Clarke) Pax & K.Hoffm.
107. Drypetes kikir Airy Shaw
108. Drypetes klainei Pierre ex Pax
109. Drypetes kwangtungensis F.W.Xing, X.S.Qin & H.F.Chen
110. Drypetes laciniata (Pax) Hutch.
111. Drypetes laevis (Miq.) Pax & K.Hoffm.
112. Drypetes lasiogynoides Pax & K.Hoffm.
113. Drypetes lateriflora (Sw.) Krug & Urb.
114. Drypetes leiocarpa (Kurz) Pax & K.Hoffm.
115. Drypetes leonensis Pax
116. Drypetes littoralis (C.B.Rob.) Merr.
117. Drypetes longifolia (Blume) Pax & K.Hoffm.
118. Drypetes longistipitata P.T.Li
119. Drypetes macrostigma J.J.Sm.
120. Drypetes madagascariensis (Lam.) Humbert & Leandri
121. Drypetes magnistipula (Pax) Hutch.
122. Drypetes malabarica (Bedd.) Airy Shaw
123. Drypetes maquilingensis (Merr.) Pax & K.Hoffm.
124. Drypetes microphylla (Merr.) Pax & K.Hoffm.
125. Drypetes microphylloides S.Moore
126. Drypetes mildbraedii (Pax) Hutch.
127. Drypetes minahassae (Boerl. & Koord.) Pax & K.Hoffm.
128. Drypetes moliwensis Cheek & Radcl.-Sm.
129. Drypetes molunduana Pax & K.Hoffm.
130. Drypetes monachinoi Jabl.
131. Drypetes monosperma (Merr.) Pax & K.Hoffm.
132. Drypetes morocarpa J.Léonard ex D.J.Harris & Quintanar
133. Drypetes mossambicensis Hutch.
134. Drypetes mucronata C.Wright ex Griseb.
135. Drypetes natalensis (Harv.) Hutch.
136. Drypetes neglecta (Koord.) Pax & K.Hoffm.
137. Drypetes nervosa (Hook.f.) Pax & K.Hoffm.
138. Drypetes nitida Kaneh.
139. Drypetes obanensis S.Moore
140. Drypetes oblongifolia (Bedd.) Airy Shaw
141. Drypetes obtusa Merr. & Chun
142. Drypetes occidentalis (Müll.Arg.) Hutch.
143. Drypetes ochrodasya Airy Shaw
144. Drypetes ochrothrix Airy Shaw
145. Drypetes oppositifolia Leandri
146. Drypetes ovalis (J.J.Sm. ex Koord. & Valeton) Pax & K.Hoffm.
147. Drypetes oxyodonta Airy Shaw
148. Drypetes pachycarpa Airy Shaw
149. Drypetes pacifica (I.W.Bailey & A.C.Sm.) A.C.Sm.
150. Drypetes parvifolia (Müll.Arg.) Pax & K.Hoffm.
151. Drypetes paxii Hutch.
152. Drypetes pellegrinii Leandri
153. Drypetes peltophora S.Moore
154. Drypetes pendula Ridl.
155. Drypetes perakensis Gage
156. Drypetes perreticulata Gagnep.
157. Drypetes perrieri Leandri ex Humbert
158. Drypetes picardae Krug & Urb.
159. Drypetes pierreana Hutch.
160. Drypetes pleioneura (Radcl.-Sm.) Christenh. & Byng
161. Drypetes poilanei Gagnep.
162. Drypetes polyalthioides Airy Shaw
163. Drypetes polyantha Pax & K.Hoffm.
164. Drypetes polyneura Airy Shaw
165. Drypetes porteri (Gamble) Pax & K.Hoffm.
166. Drypetes preussii (Pax) Hutch.
167. Drypetes principum (Müll.Arg.) Hutch.
168. Drypetes prunifera Airy Shaw
169. Drypetes reticulata Pax
170. Drypetes rhakodiskos (Hassk.) Bakh.f.
171. Drypetes riparia Ridl.
172. Drypetes riseleyi Airy Shaw
173. Drypetes rubriflora Pax & K.Hoffm.
174. Drypetes salicifolia Gagnep.
175. Drypetes sclerophylla Mildbr.
176. Drypetes sepiaria (Wight & Arn.) Pax & K.Hoffm.
177. Drypetes sessiliflora Allemão
178. Drypetes sherffii Govaerts & Radcl.-Sm.
179. Drypetes sibuyanensis (Elmer) Pax & K.Hoffm.
180. Drypetes simalurensis J.J.Sm.
181. Drypetes similis Hutch.
182. Drypetes singroboensis Aké Assi
183. Drypetes spinosodentata (Pax) Hutch.
184. Drypetes standleyi G.L.Webster
185. Drypetes staudtii (Pax) Hutch.
186. Drypetes stipulacea Leandri
187. Drypetes stipularis (Müll.Arg.) Hutch.
188. Drypetes stylosa Airy Shaw
189. Drypetes subcrenata (Merr.) Pax & K.Hoffm.
190. Drypetes subcubica (J.J.Sm.) Pax & K.Hoffm.
191. Drypetes subsessilis (Kurz) Pax & K.Hoffm.
192. Drypetes subsymmetrica J.J.Sm.
193. Drypetes sumatrana (Miq.) Pax & K.Hoffm.
194. Drypetes talamauensis J.J.Sm.
195. Drypetes taylorii S.Moore
196. Drypetes tessmanniana (Pax) Pax & K.Hoffm.
197. Drypetes teysmannii (Hassk.) Bakh.f. & Steenis
198. Drypetes thorelii Gagnep.
199. Drypetes thouarsiana (Baill.) Capuron
200. Drypetes thouarsii (Baill.) Leandri
201. Drypetes tomentella Pax & K.Hoffm.
202. Drypetes ugandensis (Rendle) Hutch.
203. Drypetes usambarica (Pax) Hutch.
204. Drypetes variabilis Uittien
205. Drypetes venusta (Wight) Pax & K.Hoffm.
206. Drypetes vernicosa P.I.Forst.
207. Drypetes verrucosa Hutch.
208. Drypetes vilhenae Cavaco
209. Drypetes viridis Airy Shaw
210. Drypetes vitiensis Croizat
211. Drypetes wightii (Hook.f.) Pax & K.Hoffm.
212. Drypetes xanthophylloides Airy Shaw
213. Drypetes yapensis Tuyama

## Sinonimi
Drypetes ima nekoliko sinonima:
- Anaua Miq.
- Astylis Wight
- Brexiopsis H.Perrier
- Calyptosepalum S.Moore
- Cyclostemon Blume
- Discophis Raf.
- Dodecastemon Hassk.
- Freireodendron Müll.Arg.
- Guya Frapp. ex Cordem.
- Hemicyclia Wight & Arn.
- Humblotia Baill.
- Laneasagum Bedd.
- Liparena Poit. ex Leman
- Liparene Baill.
- Palenga Thwaites
- Paracasearia Boerl.
- Periplexis Wall.
- Pycnosandra Blume
- Riseleya Hemsl.
- Sphragidia Thwaites
- Stelechanteria Thouars ex Baill.